# Жена мога друга
Жена мога друга је први сингл Томе Здравковића из 1964. године.